# Joannes Henricus Maria Koenen
Joannes Henricus Maria Koenen (ur. 10 marca 1893 w Eindhoven, zm. 29 maja 1956 w Bois-le-Duc) – holenderski lekarz psychiatra.
Od 1910 do 1918 studiował medycynę na Uniwersytecie Amsterdamskim. Następnie pracował w ośrodku dla psychicznie chorych w Coudewater w Rosmalen i od 1929 w ośrodku Voorburg w Vught. Jego dysertacja doktorska z 1933 roku,  przedstawiona na Uniwersytecie w Lejdzie, dotyczyła psychiatrii dziecięcej.
W 1932 opisał w swojej pracy rodzinę chorą na stwardnienie guzowate, w której zamieścił opis włókniaka okołopaznokciowego. Był to jeden z pierwszych opisów (wcześniejszy nie został dostrzeżony) tej cechy zespołu i nazwano ją guzkiem Koenena.  

## Prace
- Koenen J. Eine familiäre hereditäre Form von tuberöser Sklerose. Acta Psychiat (Kbh) 1:813–821 (1932)